# Parafallia johni
Parafallia johni là một loài bọ cánh cứng trong họ Discolomatidae. Loài này được Geisthardt miêu tả khoa học năm 1975.